# ブルース・パルトロー
ブルース・ワイゲルト・パルトロー（Bruce Weigert Paltrow, 1943年11月26日 - 2002年10月3日）は、アメリカ合衆国の映画およびテレビの監督、プロデューサーである。妻は女優のブライス・ダナーである。また女優のグウィネス・パルトローと映画監督のジェイク・パルトローは実子である。

## 私生活とキャリア
ニューヨーク州ニューヨーク市ブルックリン区で母ドロシー（旧姓: ワイゲルト）と父アーノルド・パルトローの下に生まれた。政治家のガブリエル・ギフォーズの父親のスペンサー・J・ギフォーズとはいとこ同士である。家族はベラルーシユダヤ系人であり、ベラルーシのミンスクに住んでいた。ルイジアナ州ニューオーリンズのチューレーン大学で学んだ。1960年代末に舞台作品の監督を始め、そこで女優のブライス・ダナーと知り合い、1969年12月14日に結婚し、死ぬまで連れ添った。
娘のグウィネス・パルトロー出演の映画『デュエット』が遺作となった。

## 死去
2002年10月3日、休暇中に娘の30歳の誕生日を祝うためイタリアのローマを訪れた際に亡くなった。58歳であった。パルトローはその数年前から口腔癌を患っており、死因は癌と肺炎による合併症であった。2007年に妻のブライスは彼の名を使って、口腔癌財団と協力して基金を設立した。
娘のグウィネスは2003年にコールドプレイのクリス・マーティンと結婚した。2005年のコールドプレイのアルバム『X&Y』はブルース・パルトローに捧げられている。